# Hidvégi Vid
Hidvégi Vid (Budapest, 1986. augusztus 23. –) magyar tornász, lólengés specialista. A KSI versenyzője.

## Sportpályafutása
1994-től tornázik, edzője Laufer Béla. 2004-ben a junior Európa-bajnokságon második volt lólengésben, csapatban pedig nyolcadik. A 2006-os voloszi Eb-n kilencedik lett a fő szerén és csapatban. Ugyanebben az évben a világbajnokságon a tizenkettedik helyen végzett lólengésben. 2008-ban az Európa-bajnokságon kedvenc számában 15.-ként zárt. A következő évben a vb-n 10. lett lólengésben. Az universiaden csapatban hetedik, egyéni összetettben 11. volt. 2010-ben az Európa-bajnokságon lólengésben ötödik volt. A vb-n ugyanezen a szeren 16. helyezett lett. A következő évben a világbajnokságon és az Európa-bajnokságon is egyaránt negyedik volt lólengésben. Az universiaden lólengésben nyolcadik volt, a 2012-es Európa-bajnokságon pedig ötödik lett. Az olimpián, a lólengés selejtezőjéből harmadik helyen jutott a döntőbe, ahol gyakorlat közben leesett a szerről, így 14,300 ponttal a nyolcadik helyen zárt.
A 2013-as és a 2014-es Európa-bajnokságon 10. lett lólengésben. A 2014-es világbajnokságon csapatban 20., egyéni összetettben 61., talajon 132., lólengésben 13., gyűrűn 128., ugrásban 213., korláton 89., nyújtón 158. volt. A 2015-ös Európa-bajnokságon lólengésben ötödik volt. A 2015-ös világbajnokságon csapatban a 22., Lólengésben az ötödik helyen végzett.

## Eredményei
2015
- Glasgow, világbajnokság – lólengés – 5. hely
- Montpellier, Európa-bajnokság – összetett – 17. hely[10]
- Montpellier, Európa-bajnokság – lólengés – 5. hely[10]
- Ljubljana világkupa – lólengés – 4. hely

2014
- Szófia Európa-bajnokság – lólengés – 10. hely, csapat – 15. hely
- Nanning Világbajnokság-lólengés - 13. hely
- Szombathely  Grand Prix -lólengés - 3. hely
- Mesterfokú Bajnokság - lólengés- 2. hely
- Budapest Országos Szerbajnokság- lólengés- 2. hely
- Békéscsaba Mesterfokú Bajnokság -Lólengés 1. hely

2013
- Doha világkupa – lólengés – 3. hely[11]
- Moszkva Európa-bajnokság – lólengés – 10. hely
- Anadia Challenge Cup- lólengés- 16. hely
- Budapest Felnőtt Egyéni Bajnokság-lólengés- 2. hely
- Békéscsaba Mesterfokú Bajnokság- lólengés- 2. hely
- Budapest Szerbajnokság -lólengés 3. hely

2012
- London, olimpia – lólengés – 8. hely
- Cottbus, világkupa – lólengés – 15. hely[12]
- Montpellier, férfi Európa-bajnokság – összetett – 17. hely[13]
- Montpellier, férfi Európa-bajnokság – lólengés – 5. hely
- Maribor, világkupa – lólengés – 22. hely[14]
- Gent, világkupa – lólengés – 5. hely[15]

2011
- Budapest, szerenkénti országos bajnokság – lólengés – 2. hely
- Budapest, szerenkénti országos bajnokság – gyűrű – 2. hely
- Budapest, szerenkénti országos bajnokság – korlát – 1. hely
- Budapest, szerenkénti országos bajnokság – nyújtó – 4. hely
- Berlin, Európa-bajnokság – egyéni összetett –  68. hely
- Berlin, Európa-bajnokság – lólengés –  4. hely
- Berlin, Európa-bajnokság – gyűrű –  36. hely
- Berlin, Európa-bajnokság – korlát –  34. hely
- Berlin, Európa-bajnokság – nyújtó –  59. hely
- Sencsen, universiade – csapat – 16. hely
- Sencsen, universiade – lólengés – 8. hely
- Tokió, világbajnokság – csapat – 21. hely
- Tokió, világbajnokság – egyéni összetett – 55. hely
- Tokió, világbajnokság – talaj – 125. hely
- Tokió, világbajnokság – lólengés – 4. hely
- Tokió, világbajnokság – gyűrű – 108. hely
- Tokió, világbajnokság – ugrás – 184. hely
- Tokió, világbajnokság – nyújtó – 120. hely
- Budapest, országos bajnokság – egyéni összetett – 1. hely
- Budapest, országos bajnokság – lólengés – 2. hely
- Budapest, országos bajnokság – korlát – 1. hely

2010
- Cottbus, világkupa – lólengés – 4. hely[16]
- Rotterdam, világbajnokság – csapat – 22. hely
- Rotterdam, világbajnokság – egyéni összetett – 66. hely
- Rotterdam, világbajnokság – lólengés – 16. hely
- Birmingham, Európa-bajnokság – lólengés – 5. hely
- Budapest, országos bajnokság – egyéni összetett – 1. hely
- Budapest, országos bajnokság – talaj – 2. hely
- Budapest, országos bajnokság – lólengés – 2. hely
- Budapest, országos bajnokság – gyűrű – 2. hely
- Budapest, országos bajnokság – korlát – 1. hely
- Budapest, országos bajnokság – nyújtó – 5. hely
- Szombathely, II. magyar Grand Prix  – talaj – 3. hely
- Szombathely, II. magyar Grand Prix  – lólengés – 3. hely
- Szombathely, II. magyar Grand Prix  – gyűrű – 2. hely
- Szombathely, II. magyar Grand Prix  – korlát – 1. hely
- Szombathely, II. magyar Grand Prix  – nyújtó – 1. hely
- Budapest, mesterfokú tornászbajnokság – egyéni összetett – 1. helyezés
- Budapest, mesterfokú tornászbajnokság – lólengés – 3. hely
- Budapest, mesterfokú tornászbajnokság – gyűrű – 1. hely
- Budapest, mesterfokú tornászbajnokság – korlát – 4. hely
- Budapest, mesterfokú tornászbajnokság – nyújtó – 3. hely

2009
- London, világbajnokság – lólengés – 10. hely
- Belgrád, universiade – csapat – 7. hely[2]

2008
- Lausanne, férfi Európa-bajnokságon – lólengés – 15. hely
- Budapest Férfi felnőtt Országos Bajnokság Összetett 2. hely-lólengés 2. hely
- Budapest Férfi Felnőtt Bajnokság lólengés -2. hely

2007
- Magyar Nemzetközi Tornászbajnokság – lólengés – 2. hely
- Budapest, országos bajnokság – egyéni összetett – 6. hely
- Budapest, országos bajnokság – lólengés – 1. hely
- Budapest, országos bajnokság – gyűrű – 5. hely
- Budapest, országos bajnokság – nyújtó – 4. hely
- Bangkok, universiade – csapat – 4. hely
- Bangkok, universiade – lólengés – 2. hely
- Stuttgart, világkupa – lólengés – 5. hely
- Glasgow, világkupa – lólengés – 4. hely
- Hungarian International Gymnastics Champhionship -lólengés - 2. hely

2006
- Volosz, férfi Európa-bajnokság – csapat – 9. hely
- Volosz, férfi Európa-bajnokság – lólengés – 9. hely
- Aarhus, világbajnokság – lólengés – 12. hely
- Hun-GBR Team Competition -lólengés -1. hely Korlát -2. hely
- Mesterfokú Tornászbajnokság -lólengés- 2. hely

### 2005
2004
- Ljubljana, junior Európa-bajnokság – lólengés – 2. hely

## Díjai, elismerései
- Junior Prima díj (2012)
- Az év magyar tornásza (2015,[17] 2016[18])